# 北海道炭礦汽船
北海道炭礦汽船 (日语：／／ Hokkaidōtankō kisen）是一家从事煤炭进口和销售的日本公司，略称为北炭（ほくたん），也可以写作、或。
北炭曾经在北海道经营过许多煤矿，在实施財閥解體之前属于三井财阀，之后成为三井集团的子公司。目前则是一家从事自俄罗斯进口煤炭的贸易公司。北炭总部位于东京都中央区日本桥本町，过去总部位于北海道室兰，曾经是北海道最大的公司之一，另外北炭也是一家上市股份公司。

## 历史

### 煤矿事业
北炭的第一个煤矿场是位于夕张的夕张煤矿，1949年北炭在東京證券交易所上市，1950年代是北炭煤矿事业的鼎盛时代。1950年代之后，由于多起矿灾事件，以及采煤高污染影响，日本国内包括北炭所属的煤矿场相继关闭。1977年北炭的第一个煤矿场夕张煤矿关闭，1978年北炭在東京證券交易所下市，1995年北炭关闭最后一个煤矿场--子公司空知煤矿公司运营的空知煤矿，此后北炭完全退出日本国内的煤矿开采产业，转型为从事自俄罗斯进口煤炭的贸易公司。

### 交通
北炭的前身北海道炭礦鐵道于1889年获得营业许可、1891年成立，受北海道廳委托接收官营幌内铁道运营的手宮～幾春別间的铁路线，另外为了运输开采的煤矿，北海道炭礦鐵道也投入海运事业。之后北海道炭礦鐵道所属铁路扩张里程达到约200公里，但是1906年日本頒布《鐵道國有法》，北海道炭礦鐵道被列入其中，并在同年10月1日收歸國有，同时北海道炭礦鐵道将公司名称改为北海道炭礦汽船。
1907年北炭获得铺设夕张铁道线的许可，1924年北炭出资成立夕张铁道，负责营运夕张铁道线除专用线以外的路线。1942年北炭将旗下所有船舶售予三井船舶（現在的商船三井），退出海运事业。1960年代开始，随着煤矿场关闭，货运量降低，以及连带人口减少，导致客运量缩减，再加上公交车和私家车增加，夕张铁道营运状况恶化，1974年夕张铁道停止夕张铁道线的所有旅客运输，并将铁路事业让渡给母公司北炭，使得北炭再次经营铁路运输，然而隔年平和煤矿关闭，不再需要运输煤矿，北炭因此废止夕张铁道线。

### 其他事业
- 制铁：1907年与英资公司阿姆斯壯-維特沃斯及維克斯合作成立日本製鋼所，引入英国技术，1909年在室兰设立輪西製鐵場，1917年輪西製鐵場独立为北海道製鐵，1919年北海道製鐵并入日本製鋼所。
- 电力：1926年建成燃煤电站清水泽发电站供北炭自身使用，1938年为取得冷却水新建清水泽大坝，并开始水力发电。随着北炭停止采煤，燃煤电站使用至1992年，水力发电则于1994年让渡予北海道电力。[2]
- 北炭还投入化工、不動産、媒体 (札幌電視台)。

## 曾营运的煤矿
- 夕张市
  - 夕张煤矿
  - 夕张新煤矿（1978年10月2日后由北炭夕张煤矿运营[3] ）
  - 平和煤矿
  - 清水泽煤矿
  - 真谷地煤矿（1978年10月2日起由北炭真谷地煤矿株式会社运营[3])
  - 枫煤矿
- 三笠市
  - 幌内煤矿（1978年10月2日后由北炭幌内煤矿运营[3] ）
- 歌志内市
  - 空知煤矿（1963年起由空知煤矿运营[4] ）
- 赤平市
  - 赤間煤矿
- 空知郡栗泽町（现岩见泽市）
  - 万字煤矿
- 留萌县小平町
  - 天盐煤矿（1951年后由天盐铁道（日语：天塩炭砿鉄道）营运）

## 矿灾
北炭曾发生的致死矿灾包括：
- 1938年天龙煤矿爆炸，161死
- 1965年夕张煤矿爆炸，62死
- 1968年平和煤矿火灾，31死
- 1975年幌内煤矿爆炸，24死
- 1981年夕张新煤矿瓦斯气爆，93死